# ليونارد إبرامسن
ليونارد إبرامسن (بالإنجليزية: Leonard Abramson)‏ هو شخصية أعمال أمريكي، ولد في 1932.

## وصلات خارجية
- ليونارد إبرامسن على موقع إن إن دي بي (الإنجليزية)